# Gymnosporia livingstonei
Gymnosporia livingstonei là một loài thực vật có hoa trong họ Dây gối. Loài này được Jordaan mô tả khoa học đầu tiên năm 2003 publ. 2004.